# Zwezda (obwód Tyrgowiszte)
Zwezda (bułg. Звезда) – wieś w Bułgarii, w obwodzie Tyrgowiszte, w gminie Popowo. W 2024 roku liczyła 161 mieszkańców.